# Jaschkowitz
Jaschkowitz (polnisch Jaśkowice, 1936–1945 Johannsdorf O.S.) ist ein Ort in der Stadt- und Landgemeinde Proskau im Powiat Opolski der Woiwodschaft Opole in Polen. Zu Jaschkowitz gehört die Kolonie Jaschkowitz (Kolonia Jaśkowice). 
Nördlich verläuft die Autostrada A4. Durch den Ort verläuft die Droga wojewódzka 413. 

## Geographie
Das Straßendorf Jaschkowitz liegt vier Kilometer südwestlich von Proskau und 16 Kilometer südwestlich von Opole (Oppeln) in der  Nizina Śląska (Schlesischen Tiefebene). Westlich des Dorfes liegen weitläufige Waldgebiete, die zum Forst Tillowitz gehören. Anteilig gehört hierzu das Naturschutzgebiet Jaschkowitz (Rezerwat przyrody Jaśkowice).
Nachbarorte von Jaschkowitz sind im Norden Ochotz (Ochodze), im Osten die Stadt Proskau (Prószków), im Südosten Przyschetz (Przysiecz) und im Süden Ellguth Proskau (Ligota Prószkowska).

## Geschichte

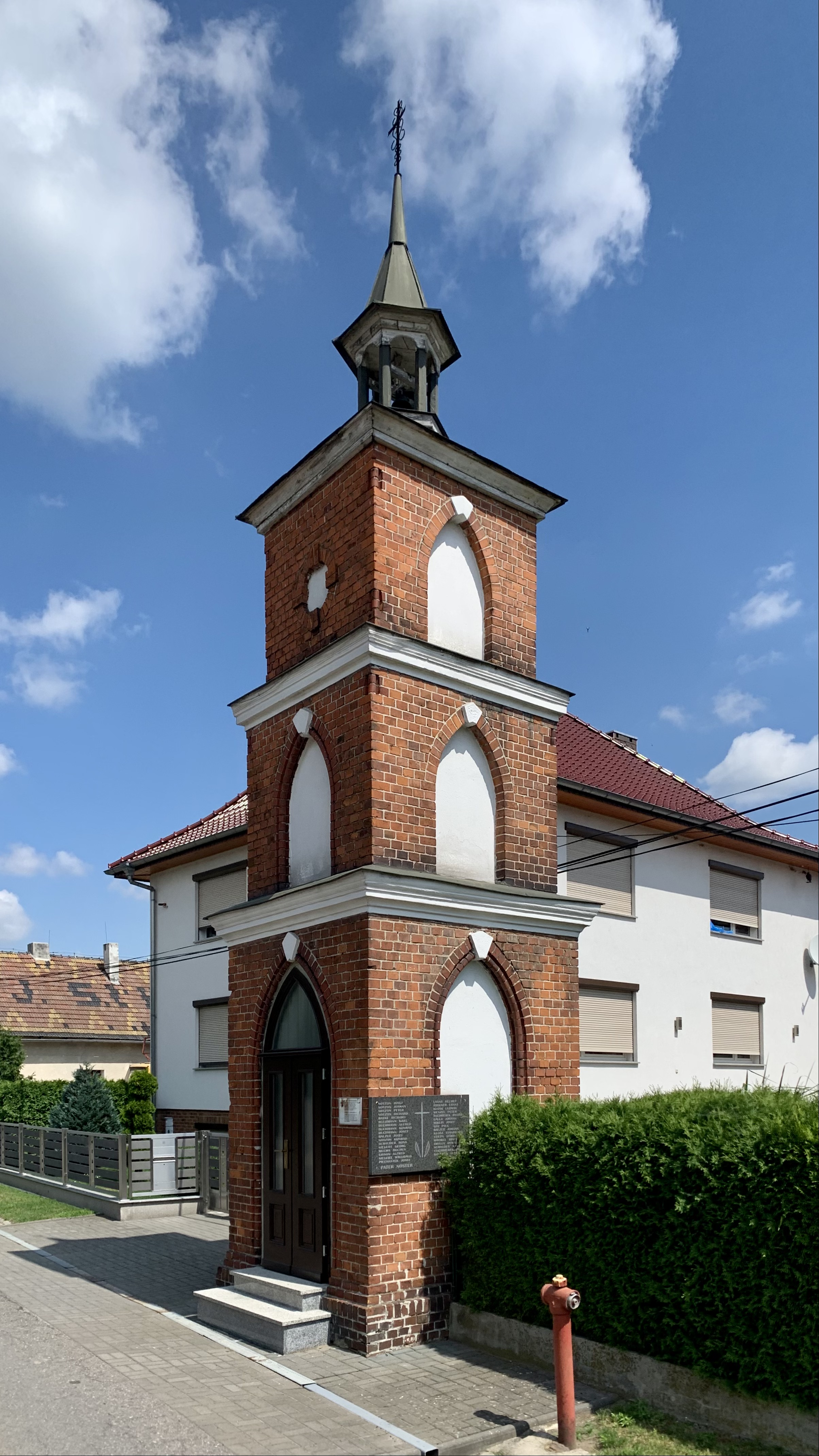
Glockenkapelle mit Gefallenendenkmal

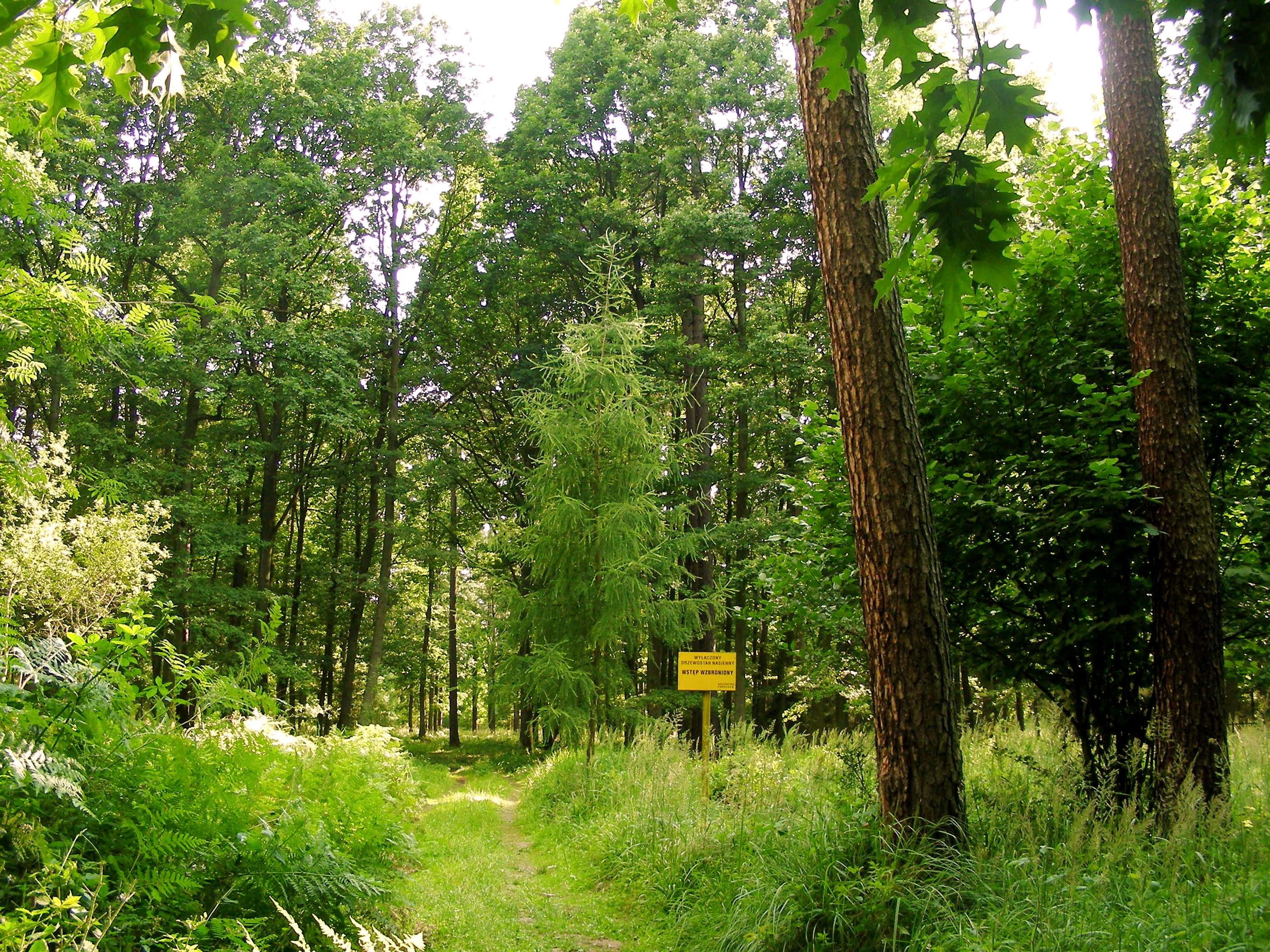
Naturschutzgebiet bei Jaschkowitz

Das spätere Jaczkowitz wurde urkundlich erstmals am 29. November 1312 als „Villa Johannis“ erwähnt. Vermutlich war der ursprüngliche Ort wüst geworden, jedenfalls datierte Felix Triest den Ort 1865 auf ein Alter von 300 Jahren, also auf das 16. Jahrhundert. 
Nach dem Ersten Schlesischen Krieg 1742 fiel Jaschkowitz mit dem größten Teil Schlesiens an Preußen. Es gehörte zur Herrschaft Proskau. Für das Jahr 1784 sind belegt: neun Gärtner, drei Häusler und ein Vorwerk. 1797 wurde die Kolonie Jaschkowitz gegründet. Angesiedelt wurden Klasterschläger. 
Nach der Neuorganisation der Provinz Schlesien gehörte die Landgemeinde Jaschkowitz ab 1816 zum Kreis Oppeln, mit dem es bis 1945 verbunden blieb. 1818 zählte Jaschkowitz neun Gärtner, drei Häusler und ein Vorwerk. 1865 bestand Jaschkowitz aus einem Dorf, einer Kolonie und einem Rittergut und hatte damals neun Gärtner, 12 Häusler und drei Angerhäusler. Die Kolonie hatte elf Häuslerstellen. Ferner waren ein Kretschmar, ein Schmied, zwei Viktualienhändler und drei Teerhändler ansässig. Zu diesem Zeitpunkt waren die katholischen Einwohner nach Ellguth-Proskau eingepfarrt und eingeschult, die evangelischen nach Proskau. 1874 wurde der Amtsbezirk Proskau gebildet, der kurz darauf in Amtsbezirk Jaschkowitz umbenannt wurde. Dieser umfasste die Landgemeinden Ellguth-Proskau, Jaschkowitz und Przychetz sowie die Gutsbezirke Jaschkowitz und Forst Proskau. 1885 wurden 273 Einwohner gezählt.
Bei der Volksabstimmung in Oberschlesien am 20. März 1921 stimmten 191 Wahlberechtigte für einen Verbleib bei Deutschland und 31 für die Zugehörigkeit zu Polen. Jaschkowitz verblieb beim Deutschen Reich. 1933 lebten im Ort 298 Einwohner. Am 28. April 1936 wurde der Ort in Johannsdorf/Oberschlesien umbenannt. 1939 hatte der Ort 311 Einwohner.
Als Folge des Zweiten Weltkriegs fiel Johannsdorf/Oberschlesien 1945 mit dem größten Teil Schlesiens an Polen. Nachfolgend wurde es in Jaśkowice umbenannt. Die deutsche Bevölkerung wurde, soweit sie nicht vorher geflohen war, weitgehend vertrieben. Die neu angesiedelten Bewohner waren teilweise Zwangsumgesiedelte aus Ostpolen, das an die Sowjetunion gefallen war.
1945–1950 gehörte Jaśkowice zur Woiwodschaft Schlesien. 1950 wurde es der Woiwodschaft Opole eingegliedert und 1999 dem neu gegründeten Powiat Kędzierzyńsko-Kozielski.
Am 11. Juli 2006 wurde in der Gemeinde Proskau, der Jaśkowice angehört, Deutsch als zweite Amtssprache eingeführt. Am 30. April 2010 erhielt Jaśkowice zusätzlich den amtlichen deutschen Ortsnamen Jaschkowitz.

## Sehenswürdigkeiten
- Neogotische Wegkapelle mit Glockenturm aus den Jahren 1903 bis 1907 mit Ziegelsteinfassade. An der Kapelle befindet sich eine Gedenktafel für die 33 Gefallenen des Ersten und Zweiten Weltkriegs.
- Bildstock aus dem Jahr 1932 in Form eines Eichenbaumstamms
- Naturschutzgebiet Jaschkowitz

## Vereine
- Deutscher Freundschaftskreis
- Freiwillige Feuerwehr OSP Jaśkowice